# Veres Pálné utca (Budapešť)
Veres Pálné utca je ulice v hlavním městě Maďarska, Budapešti. Leží v samotném středu města, v pátém obvodě. Je dlouhá cca 600 m a leží v jižní části centra města, spojuje náměstí Ferenciek tere s ulicí Vámház körút.

## Název
Ulice je pojmenována podle Pálné Veres (slovensky Hermína Karolína Benická Verešová), slovenské německy mluvící učitelce původem z obce Trebeľovce v dnešním Slovensku.

## Historie
První doložený název ulice zněl Bastya utca podle nedalekého bastionu pešťského městského opevnění. Později vystřídala několik dalších názvů (Kecskeméti utca, Kórház utca podle nemocnice apod.) Současný název byl udělen v roce 1906 a od té doby nebyl měněn.

## Doprava
Ulice je přístupná pro automobilovou dopravu, je to klidná městská ulice s jednosměrným provozem. Do druhé světové války jezdily v této ulici tramvaje.

## Významné objekty
- Muzeum Adyho Endre
- palác banky MBH
- Kostel svatého Jiří (Srbská pravoslavná církev)[1]

- Gymnázium Veres Palne